# إكزو7
إكزو7 هو موقع ويب يقترح دروسًا وتمارين في الرياضيات لفائدة طلاب الإجازة. الموقع بالفرنسية.
يتضمن دروسًا للسنة الأولى
الدروس والتمارين المصححة للسنة الأولى متاحة أيضًا على شكل أشرطة فيديو على (يوتيوب) أو على (ليل 1 تي ڤي).
في الموقع جزء موجه للمعلمين ويقترح تمارين لجميع المستويات (بعضها مصحح)، مرتبة حسب الموضوع. بالإمكان معاينة هذه التمارين في المتصفح، اختيار منها قسمًا، وتصدير التمارين بصيغة پي دي إف أو لاتيكس.
قبل عام 2008، أرنو بودان جمع كثرة من التمارين من مستوى الإجازة في شكل ملف لاتيكس.
وعليها، رأى الموقع النور عام 2008 بجهود أساتذة باحثين من جامعات فرنسية مختلفة. اليوم، يحوي الموقع على أكثر من 6000 تمرين، منها أكثر من 3000 بإجابة أو تصحيح مفصّل.
في 2010 بدأ تصوير فيديوهات حلول التمارين. حاليًّا يحتوي الموقع على أكثر من 300 فيديو دروس وتمارين. هدف الموقع هو تصوير 40 فيديو جديدًا للتمارين و25 للدروس كل سنة.
في أكتوبر-نوفمبر 2013، اقترحت جامعة ليل 1 مووك «الحسابيات: في الطريق نحو التشفير» مستند على الدرس والفيديوات.
إكزو7 مدعوم من جانب أونيسيال وجامعة ليل 1.